# Albizia glabripetala
Espèce
Synonymes
- Pithecellobium glabripetalum H.S.Irwin[2] [1]

Statut de conservation UICN

 LC  : Préoccupation mineure
Albizia glabripetala est une espèce de plantes à fleurs de la famille des Fabaceae.

## Publication originale
- Legumes of the Ilha de Maracá 42. 1989.